# 新涇区
新涇区（しんけい-く）は中華人民共和国上海市にかつて存在した市轄区。現在の長寧区の一部に相当する。
1945年（民国34年）に設置され、1956年に廃止となり、竜華区及び真如区と統合され西郊区に再編された。